# Dear You
Dear You est une série télévisée française créée par Aurélie Belko, Julie-Albertine Simonney, Sébastien Le Délézir et Niels Rahou. Réalisée par Julien Carpentier et diffusée depuis le 7 février 2025 sur Prime.
Il s'agit de l'adaptation télévisée de la saga de l'autrice française Emily Blaine.

## Synopsis
Alma, jeune parisienne, travaille dans un palace. Entre les exigences farfelues de ses clients, les rapports compliqués avec ses collègues et les histoires de cœur délirantes de ses potes, elle n’a juste pas le temps de rencontrer quelqu’un ! Mais dans la ville de l’Amour, rien n’est impossible…

## Distribution
Sauf indication contraire, les informations mentionnées dans cette section peuvent être confirmées par les bases de données cinématographiques IMDb et Allociné,  présentes dans la section « Liens externes ».
- Carla Poquin : Alma
- Louka Meliava : Alex Blake
- Terence Telle : Naïm
- Vanessa Missé : Jo
- Juliette Katz : Océane
- Lionel Erdogan : Sam
- Ike Zaczongo-Joseph : Ian
- Yanis Skouta : Oscar
- Léopold Buchsbaum : Théo
- Serpentine Teyssier : Manue
- Jade Phan-Gia : Claire Li
- Simon Gabillet : JB
- Léon Exbrayat : Noah
- Monsieur Poulpe : lui-même